# Kerényi Miklós Gábor
Kerényi Miklós Gábor (Budapest, 1950. november 10. –) Kossuth-díjas és Erkel Ferenc-díjas magyar rendező, színigazgató, kiváló művész. Gyermekei: Dávid, Máté, Sára.

## Életpályája
Szülei Kéri Margit (1921–2000) és Kerényi Miklós György (1913–1988) énekmesterek voltak. Beszédtanárként végzett a Bárczi Gusztáv Gyógypedagógiai Tanárképző Főiskolán, majd 1976-ban a Bartók Béla Zeneművészeti Konzervatórium ének szakát végezte el. 1975–1976-ban a kiskőrösi „Periszkóp” társulatot igazgatta, mely során a honvédség rendelkezésére bocsátott sorkatonákat, akikkel musicaleket adtak elő. 1978-ban végzett a Színház- és Filmművészeti Főiskola színházelmélet-szakán. Két évadot rendezett a Kecskeméti Katona József Színházban. 1980–1981-ben a Honvéd Művészegyüttes rendezője volt. 1981–1989 között pedig a Budapesti Operettszínház rendezője volt. 1985–1988 között vendégként rendezett a Szegedi Nemzeti Színházban is. A Szegedi Szabadtéri Játékokon olyan musicalek rendezései fűződnek nevéhez, mint a Rómeó és Júlia, a Miss Saigon, a Rudolf és a Szentivánéji álom. 1989-ben lett a Magyar Állami Operaház rendezője. Verdi, Mozart, Puccini operák mellett kortárs magyar operákat rendezett. Franciaországban, Svájcban, az USA-ban, Oroszországban, Romániában, Lengyelországban és az Egyesült Királyságban is rendezett. 2001-2014 között a Budapesti Operettszínház igazgatója, 2014 novembertől pedig művészeti vezetőként folytatta munkáját a teátrumnál 2017-ig. 2014–2015-ben a Rising Star énekes tehetségkutató show-műsor zsűritagja. 2017 novemberében, miután neve  – állítása szerint „közös megegyezés alapján történő” – zaklatási ügyben felmerült, nyugdíjba kényszerült. A sajtóban megjelent nyilatkozatában visszautasította mindazon állításokat, amelyek megjelentek róla. Az Operettszínháznál 2017 novemberében felmentették a munkavégzés alól, majd 2018. április 13-án, miután tiltakozott az Operettszínház vele szemben alkalmazott eljárásai ellen, rendkívüli felmondással a munkaviszonyát is megszüntették. Ebben az ügyben pert is indított. 2018 májusában 14 év után levették műsorról ikonikus darabját a Rómeó és Júliát. Két évig Angliában és Oroszországban dolgozott, Monte Cristo című musicalrendezése Moszkvában 2019-ben „Arany Medve” díjban részesült. 2019. szeptember 13-án Baján A szabadság vándorai c. Demjén-musical, szeptember 14-én pedig az Arénában, a felújított Rómeó és Júlia rendezőjeként tért vissza a magyar színházi életbe, miközben novemberben megrendezte A csárdáskirálynőt Eszéken, decemberben pedig az Átrium Színházban (magánprodukció gyanánt) a Gyilkos ballada c. musicalt. 2020 karácsonyára jelent meg a  „Rómeó diadalútja” című könyve.

## Színházi rendezései
A Színházi adattárban regisztrált bemutatóinak száma: 88.
- Madarász Iván: Zsuzsanna és a vének (1982)
- Fényes Szabolcs: Szerdán tavasz lesz (1983)
- Schwartz: Pipin (1983)
- Puccini: A nyugat lánya (1985)
- Zerkovitz Béla: A szélhámoskirály (1985)
- Verdi: Macbeth (1986, 2000)
- Madarász Iván: Robin Hood (1987)
- Wagner: A bolygó hollandi (1987, 1996–1997)
- Schwartz: Godspell (1987)
- Verdi: Otello (1988)
- Mozart: Don Giovanni (1989)
- Cavalli: Ormindo, avagy a keserédes szerelem (1990)
- Offenbach: Hoffmann meséi (1990, 1999)
- Meilhac–Milhaud: Na, Nebántsvirág! (1991)
- Vidovszky László: Nárcisz és Echo (1991–1992)
- Rossini: Mózes (1992)
- Rossini: A sevillai borbély (1992–1993)
- R. Strauss: Ariadné Naxos szigetén (1992)
- Várkonyi Mátyás: Sztárcsinálók (1992)
- Orwell–Morgenstern–Petri: Parafarm (1992)
- Loewe: My Fair Lady (1993)
- Händel: Agrippina (1993)
- Verdi: Don Carlos (1994, 1998)
- Schönberg: Miss Saigon (1994, 2003, 2011)
- Mozart: Szöktetés a szerájból (1994)
- Puccini: Pillangókisasszony (1995, 2000, 2004)
- Várkonyi Mátyás: Dorian Gray (1995)
- Balassa Sándor: Karl és Anna (1995)
- Gounod: Faust (1996)
- Kocsák Tibor: Utazás (1996)
- Levay: Elisabeth (1996, 2000, 2002, 2009)
- Styne: Van, aki forrón szereti (1997)
- ifj. Johann Strauss: A denevér (1997)
- Verdi: Az álarcosbál (1998, 2005)
- Szokolay Sándor: Szávitri (1999)
- Presser Gábor: Jó estét nyár, jó estét szerelem (1999)
- Williams: Az ifjúság édes madara (1999)
- Ránki György: Pomádé király új ruhája (2000)
- Bernstein: West Side Story (2000)
- Petrovics Emil: C'est la guerre (2001)
- Kálmán Imre: Marica grófnő (2001)
- Fényes Szabolcs: A kutya, akit Bozzi úrnak hívtak (2001)
- Lévay Szilveszter: Mozart! (2003)
- Kálmán Imre: Csárdáskirálynő (2003)
- Presgurvic: Rómeó és Júlia (2004)
- Strauss: Dr. Bőregér (2005)
- Wildhorn: Rudolf – Az utolsó csók (2006)
- Szakcsi Lakatos Béla: Szentivánéji álom (2008)
- Kálmán Imre: A bajadér (2009)
- Bizet: Carmen (2010)
- Puccini: Gianni Schicchi (2011)
- Vajda János: Mario és a varázsló (2011)
- ifj. Johann Strauss: Egy éj Velencében – avagy a golyók háborúja (2011)
- Stewart: Ghost 2013
- Lehár: A mosoly országa (2013)
- Farkas Ferenc: Csínom Palkó (2014)
- Wildhorn: Jekyll és Hyde (2015)
- Lévay Szilveszter: Marie Antoinette (2016)
- Kálmán: Riviera Girl (2017)
- Rossini: Sevillai borbély (2017)
- Menken: A Notre Dame-i Toronyőr (2017)
- Wildhorn: Gróf Monte Cristo (2017)
- Cole Porter: Can Can (2018)
- Strauss: Fledermaus   (2019)
- Demjén: A Szabadság vándorai (2019)
- Presgurvic: Rómeó és Júlia (2019)
- Kálmán Imre: A Csárdáskirálynő (2019)
- Gyilkos ballada (2019)
- Jávori Ferenc - Kállai István - Kállai R. Gábor - Müller Péter Sziámiː Lévi story (2022)

## Díjai, elismerései
- Ifjúsági-díj (1986)
- Erkel Ferenc-díj (1987)
- Operafesztivál (Szeged) rendezői díja (1987)
- Bartók–Pásztory-díj (a szegedi operatársulattal, 1989)
- Színházi Találkozó díja (2000)
- Artisjus-díj (2000)
- Kiváló művész (2004)
- Kossuth-díj (2008)
- Kálmán Imre-emlékplakett (2011)
- Fényes Szabolcs-díj (2012)

## Származása
| Kerényi Miklós Gábor (Budapest, 1950. nov. 10.) | Apja: Kerényi Miklós György (Budapest, 1913. febr. 7.– Budapest, 1988. aug. 15.) operaénekes, énektanár                | Apai nagyapja: Kerényi Ede (Arad, 1879. febr. 21.– Budapest, 1956. aug. 13.) serfőzdei tisztviselő       | Apai nagyapai dédapja: Kohn Dávid (1824 – Arad, 1903. jan. 12.)                            |
| Kerényi Miklós Gábor (Budapest, 1950. nov. 10.) | Apja: Kerényi Miklós György (Budapest, 1913. febr. 7.– Budapest, 1988. aug. 15.) operaénekes, énektanár                | Apai nagyapja: Kerényi Ede (Arad, 1879. febr. 21.– Budapest, 1956. aug. 13.) serfőzdei tisztviselő       | Apai nagyapai dédanyja: Kohn Laura (1843 – Arad, 1911. márc. 8.)                           |
| Kerényi Miklós Gábor (Budapest, 1950. nov. 10.) | Apja: Kerényi Miklós György (Budapest, 1913. febr. 7.– Budapest, 1988. aug. 15.) operaénekes, énektanár                | Apai nagyanyja: Eisler Alice (Budapest, 1890. febr. 28.– Budapest, 1972. aug. 21.)                       | Apai nagyanyai dédapja: Eisler Sándor (Zsámbék, 1851. máj. 1.– Budapest, 1935. aug. 22.)   |
| Kerényi Miklós Gábor (Budapest, 1950. nov. 10.) | Apja: Kerényi Miklós György (Budapest, 1913. febr. 7.– Budapest, 1988. aug. 15.) operaénekes, énektanár                | Apai nagyanyja: Eisler Alice (Budapest, 1890. febr. 28.– Budapest, 1972. aug. 21.)                       | Apai nagyanyai dédanyja: Engel Róza (Pest, 1865. aug. 23.– Budapest, 1928. jan. 20.)       |
| Kerényi Miklós Gábor (Budapest, 1950. nov. 10.) | Anyja: Kéri Margit (szül. Ilkovics Margit) (Budapest, 1921. márc. 23.– Budapest, 2000. nov. 24.) énekművész, énektanár | Anyai nagyapja: Ilkovits Izidor Jakab (Újcsanálos, 1889. ápr. 23.– Tel-Aviv, 1949. szept. 15.) vendéglős | Anyai nagyapai dédapja: Ilkovits Simon (Bacsava, 1863 – Budapest, 1944. jan. 8.) vendéglős |
| Kerényi Miklós Gábor (Budapest, 1950. nov. 10.) | Anyja: Kéri Margit (szül. Ilkovics Margit) (Budapest, 1921. márc. 23.– Budapest, 2000. nov. 24.) énekművész, énektanár | Anyai nagyapja: Ilkovits Izidor Jakab (Újcsanálos, 1889. ápr. 23.– Tel-Aviv, 1949. szept. 15.) vendéglős | Anyai nagyapai dédanyja: Markovics Záli (Bacsava, 1863– Budapest, 1919. júl. 21.)          |
| Kerényi Miklós Gábor (Budapest, 1950. nov. 10.) | Anyja: Kéri Margit (szül. Ilkovics Margit) (Budapest, 1921. márc. 23.– Budapest, 2000. nov. 24.) énekművész, énektanár | Anyai nagyanyja: Klein Sára (1896–?)                                                                     | Anyai nagyanyai dédapja: n.a.                                                              |
| Kerényi Miklós Gábor (Budapest, 1950. nov. 10.) | Anyja: Kéri Margit (szül. Ilkovics Margit) (Budapest, 1921. márc. 23.– Budapest, 2000. nov. 24.) énekművész, énektanár | Anyai nagyanyja: Klein Sára (1896–?)                                                                     | Anyai nagyanyai dédanyja: n.a.                                                             |